# Clement "Coxsone" Dodd
Clement Seymour "Sir Coxsone" Dodd, CD (Kingston, Jamajka, 26. siječnja 1932. – 5. svibnja 2004.) je bio jamajčanski glazbeni producent. Bio je utjecajan u razvoju skaa i reggaea 1950-ih, 1960-ih i kasnije. Nadimak "Coxsone" je dobio u školi, jer je u adolescentskoj dobi pokazivao dar za kriket, a prijatelji su ga uspoređivali s poznatim kriketašem Alecom Coxonom, članom poznatog kluba iz 1940-ih, Yorkshire County Cricket Cluba.

## Životopis
Dodd je puštao glazbu za mušterije u prodavaonici njegovih roditelja. Za vrijeme dok je boravio na jugu SAD-a se upoznao s glazbom rhythm and blues koja je u ono vrijeme bila popularna. Kad se 1954. vratio na Jamajku, osnovao je Downbeat Sound System. Imao je pojačalo, gramofon, nekoliko američkih ploča koje je uvozio iz New Orleansa i Miamija. Uspjehom njegovog sound systema u dosta konkurentnom okružju, Dodd je sve češće putovao po SAD-u tražeći nove glazbene materijale kojima bi privukao jamajčansko slušateljstvo. Dodd je osnovao pet novih sound systema koji su svake noći svirali. Da bi njegovi sound systemi radili, Dodd je zaposlio ljude kao što su Lee Scratch Perry, njegovu "desnu ruku" u prvim godinama njegove karijere, U-Roya i Princea Bustera.

### Producentska karijera
Kad je splasnula zaluđenost R&B-om u SAD-u, Dodd i rivali su bili prisiljeni snimati svoju jamajčansku glazbu da bi udovoljili lokalnoj potražnji za novom glazbom. U početku su te snimke bile isključivo za pojedine sound systeme, no snimke su se brzo razvile u samostalnu industriju. Godine 1959. je utemeljio izdavačku kuću World Disc. Godine 1962. je producirao jazzersku ploču I cover the water front na etiketi Port-O-Jam; dvoje glazbenika koje su svirali na tom albumu, Roland Alphonso i Don Drummond su kasnije postali utemeljiteljima The Skatalitesa tri godine poslije.
Dodd je 1963. pokrenuo diskografsku kuću Studio One u Brentford Roadu, Kingston. To je bio prvi studio za snimanje na Jamajci kojem je vlasnik bio crnac (vidi 1963. u glazbi). Održavao je audicije nedjeljom popodne, tražeći nove talente. Na tim je audicijama Dodd odslušao Boba Marleya koji je pjevao kao član sastava The Wailing Wailers. Dao im je petogodišnji ekskluzivni ugovor, plativši im 20 funta za svaku pjesmu koju snime. Bob Marley je jedno vrijeme noćio u stražnjoj sobi u studiju. Marleyeva pjesma "Simmer Down" u Doddovoj produkciji je postala br. 1 na Jamajci veljače 1964. Ipak, Dodd je došao na loš glas jer je rijetko plaćao sastavu novac koji im je bio obvezan platiti temeljem prodanih ploča, pa je kao rezultat sastav živio u relativnom siromaštvu iako su po popularnosti bili ime koje se javljalo u svakom kućanstvu na Jamajci. Sve je to kataliziralo njihov odlazak iz te izdavačke kuće.
Krajem 1960-ih i 1970-ih je 'Studio One sound' bio sinonimom za zvuk ska, rocksteady i reggae glazbe. Dodd je u tom razdoblju privukao neke od najboljih jamajčanskih talenata u svoj tabor, uključujući glazbenike kao što su Burning Spear, Ras Michael, Delroy Wilson, Horace Andy i Sugar Minott. Nastavio je biti aktivnim u glazbenoj industriji i u svojim 70-im godinama. 1. svibnja 2004. je kingstonskoj ulici Brentford Road promijenjeno ime u Studio One Boulevard u ceremoniji koja je odala počast njegovim producentskim dosezima. Umro je iznenada od srčanog udara 4 dana kasnije dok je radio u Studiju One.
Postupno je odlikovan jamajčanskim ordenom Order of Distinction višeg razreda (razred Commander) 15. listopada 2007., za službu u jamajčanskoj glazbenoj industriji.

## Vanjske poveznice
- Article on working with Bob Marley
- From Kingston to Brooklyn: Sir Coxsone Turns On the Power  Arhivirana inačica izvorne stranice od 17. lipnja 2008. (Wayback Machine)
- Guardian, UK Obituary
- Find a Grave